# Gare d'Athus
La gare d'Athus est une gare ferroviaire belge des lignes 165, d'Athus à Libramont, et 167, d'Autelbas à Athus. Elle est située à Athus sur le territoire de la commune d'Aubange, dans la province de Luxembourg en Région wallonne.
Elle est mise en service en 1862, par la Grande compagnie du Luxembourg. C'est une gare de la Société nationale des chemins de fer belges (SNCB), desservie par des trains Omnibus (L) et d'heure de pointe (P).
En 2024, la gare d'Athus était la quatrième gare la plus fréquentée de la province quant au nombre de passagers.

## Situation ferroviaire
Établie à 270 mètres d'altitude, la gare frontalière et de bifurcation d'Athus est : l'aboutissement de la ligne 167, d'Autelbas à Athus, après la gare de Messancy, l'origine de la ligne 165, d'Athus à Libramont, avant la gare d'Aubange et l'origine de la ligne 171, d'Athus à la frontière luxembourgeoise qui permet le lien avec la gare de Rodange.
Elle était également reliée à la gare de Longwy (France) jusqu'au milieu des années 1990. En 2019-2020, des travaux au quadrilatère ferroviaire Athus - Aubange - Rodange - Mont-Saint-martin ont pour but de permettre à nouveau cette liaison directe.

## Histoire

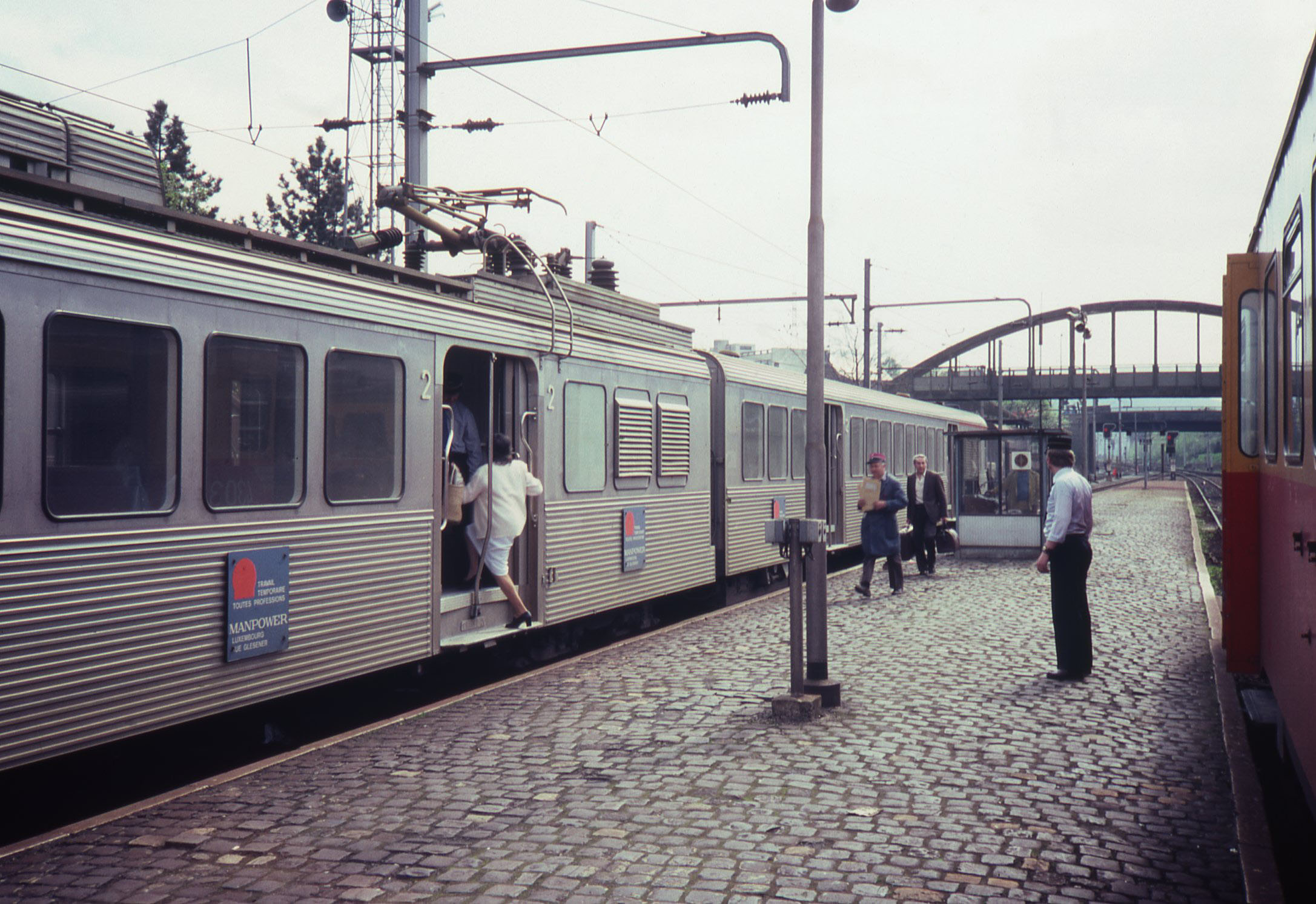
La gare d'Athus en 1981, avec une automotrice des CFL. À noter l'ancienne passerelle aujourd’hui démolie et remplacée.

### Origines et métallurgie
L'histoire de la gare d'Athus est fortement liée à l'activité métallurgique et sidérurgique de la région. En effet Athus est à l'époque de plus en plus connue grâce à son usine sidérurgique qui s'alimente de minerai de fer des mines d'Halanzy et de Musson. Le moyen le plus efficace de transporter les produits issus de cette industrie lourde est le tout nouveau moyen de transport de l'époque: le rail.
Les premières voies ferrées sont installées en 1862 et la gare ouvre le 13 janvier. Lors de la construction de la gare, le cours de la rivière locale, la Messancy, dut être détourné de quelques dizaines de mètres, d'où la création du tunnel dit du « pont noir ». C'est la Grande compagnie du Luxembourg qui inaugure la liaison 167 Autelbas - Athus avec l'objectif est de capter la production de fonte et de l'écouler vers les grands bassins de la sidérurgie wallonne : Charleroi et Liège. La ligne est prolongée vers la France l'année suivante.
Le 1er décembre 1874, la société anonyme des chemins de fer du Prince-Henri (une compagnie privée qui exploite les lignes de chemin de fer secondaires du Grand-Duché de Luxembourg) relie Athus à Pétange (son siège central). À cette époque, un premier haut fourneau est allumé à Athus. La région qui compte des mines et des usines de fonte dispose donc d'une filière métallurgique complète.
À partir du 6 novembre 1876, un premier tronçon de la ligne 165 vers Signeulx permet de desservir les mines et usines d’Halanzy et Musson. La ligne atteindra finalement Bertrix et Libramont (en 1880 et 1882) mais ne sera complétée vers Dinant (reliée par le rail à Namur de longue date) en 1899.
En 1883, la gare est dotée d'une halle à marchandises de taille moyenne, d'un magasin ainsi que d'un poste de signalisation. Une passerelle métallique permettant aux voyageurs de rejoindre les quais et le centre-ville sans traverser les voies, est également érigée cette année-là. À l'époque, la route coupe toujours les voies grâce à un passage à niveau qui relie alors en ligne droite la Grand rue et la côte d'Aubange. Vu l'augmentation et l'importance du trafic, tant ferroviaire que par route, un pont sera construit quelques années plus tard, formant une déviation de l'axe historique entre Athus et Aubange (aujourd'hui route nationale belge 88) et appelé rue de la jonction.
Plusieurs photographies anciennes montrent la présence de voies de garage de l'autre côté du bâtiment (à l'emplacement de l'actuelle place des Martyrs).
En 1909 est construite la partie centrale du bâtiment de la gare actuelle[Quoi ?]. D'importants travaux d'agrandissement sont entamés vers 1913 et des réclamations sont alors émises pour construire un nouveau bâtiment, plus vaste et surtout plus facile d'accès pour les habitants, qui se trouverait de l'autre côté des voies sans nécessiter de traverser une passerelle. Ce projet ne sera pas concrétisé.
En 1934, l'ancienne passerelle en métal est remplacée par une passerelle en béton, surnommée le Chameau à cause de la forme en bosse de ses deux arches. Cette dernière, vieillissante, sera démontée à nouveau et remplacée par la passerelle actuelle dans les années 1990.
En 1977, les débuts de la crise de la sidérurgie européenne entraînent la fermeture de l'usine d'Athus et de toute l'activité minière et métallurgique dans la région, en particulier en Belgique. Privé de sa source de fret principale le tout aggravé par le déclin économique de la ville dû à la catastrophe sociale générée par les fermetures, le trafic s'effondre et la gare est de moins en moins fréquentée. Avec l'instauration du plan IC-IR 1984, le trafic voyageur vers Virton est supprimé, alors que le trafic vers Arlon se limite à quelques allers-retours aux heures de pointe. En 1988, les dernières relations Arlon - Athus (assurées par des autorails diesel série 44/45) sont supprimées. La plupart des gares desservies étant excentrées par rapport aux centres des villages, les autobus — plus fréquents — offraient un meilleur service. Seule subsiste donc la desserte de la CFL vers Rodange au Grand-Duché, une situation unique pour une gare belge.

### Après la métallurgie

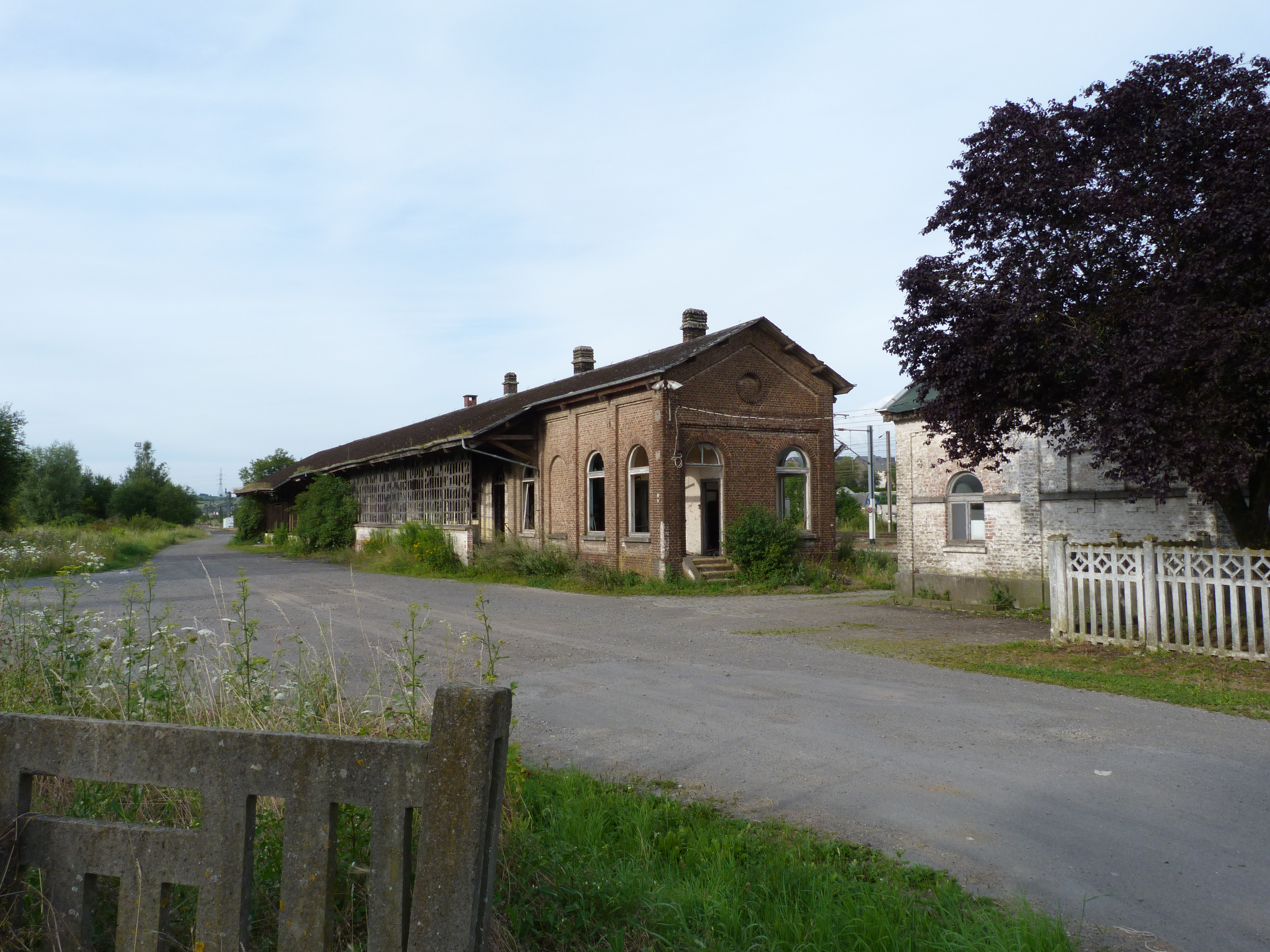
La vieille halle à marchandises, aujourd'hui démolie.

Pour pallier la crise économique et sociale qui frappe durement la région, une nouvelle activité prend naissance à Athus, non loin du site de l'ancienne usine: le Terminal Conteneurs Athusien (TCA). Il est créé en 1979 dans le but, comme son nom l'indique, de transporter par rail des conteneurs et d'en assurer la gestion et le suivi, surtout depuis les grands ports de la mer du Nord comme Anvers ou Zeebruges. Le trafic reprend alors tout doucement notamment sur la ligne 165 dite l'Athus - Meuse qui relie l'ancienne cité métallo à Namur et au nord du pays, en passant par Virton et Dinant. La croissance du TCA n'aura, dès lors, de cesse de s'accentuer rendant peu à peu de l'intérêt à la ville et à sa gare, sans toutefois ne jamais lui faire connaitre à nouveau sa renommée et sa fréquentation d'antan.

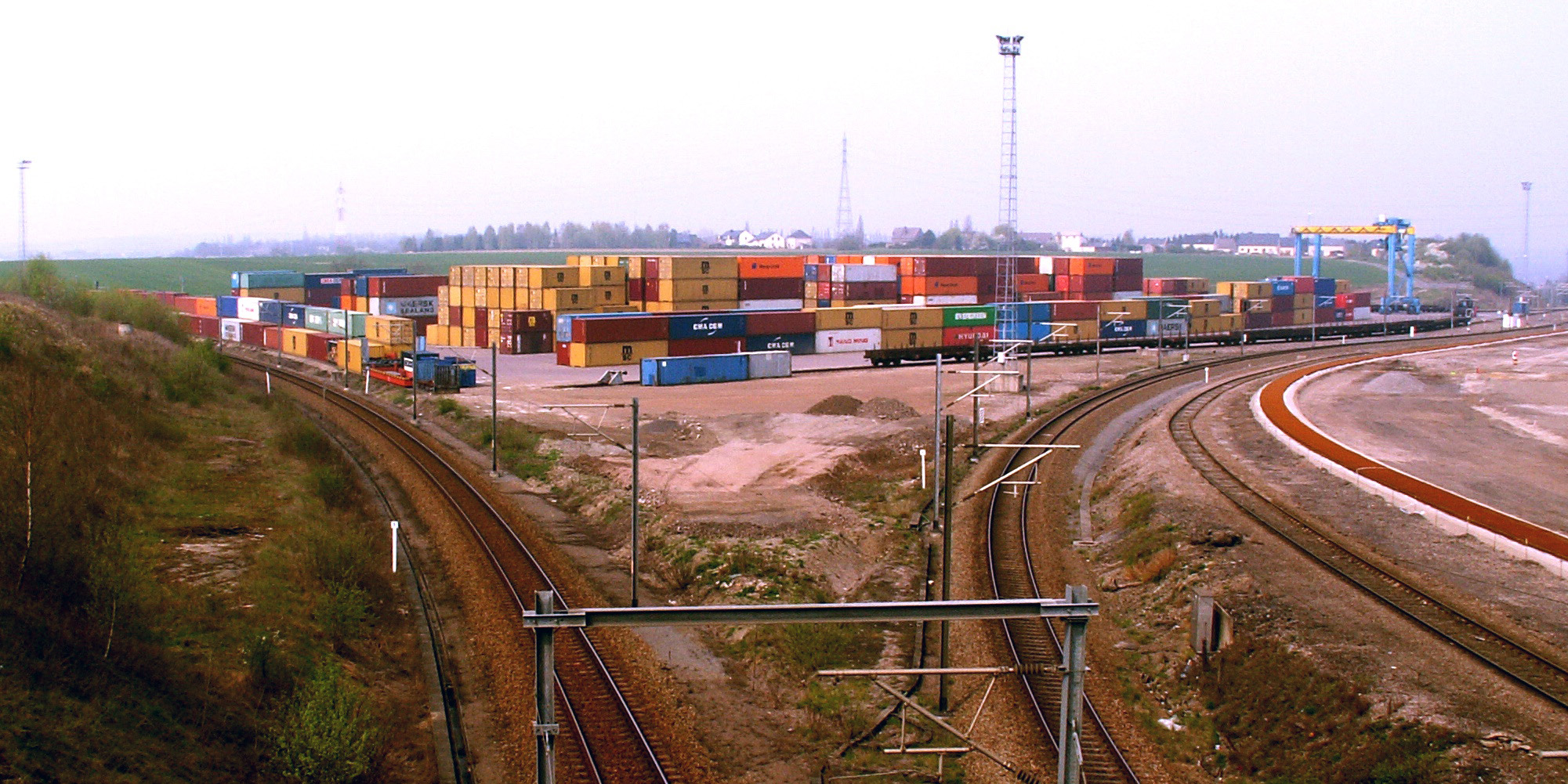
Le terminal conteneurs d'Athus, dans le triangle de voies vers Rodange et Aubange

En 1993, la SNCB et les CFL inaugurent la « courbe d'Aubange » qui unit Aubange et Rodange et permet aux trains de l'Athus - Meuse de poursuivre vers leur destination luxembourgeoise sans rebroussement à Athus. À cette occasion, la ligne Athus - France (qui ne voit plus passer que des convois de fret depuis 1970 mais qui fut tout de même électrifiée en 1988) aura été déferrée afin d'éviter un croisement à niveau.
Fin 2002, on inaugure l'électrification de l'Athus - Meuse, et par la même la fin des diesels de lignes des séries 52 et 53 SNCB et 1800 CFL qui étaient omniprésentes à Athus depuis l'abandon de la traction vapeur au début des années 1960.
En décembre 2006, un service voyageur est réinstallé entre Arlon, Athus et Virton sur les lignes 165 et 167 (remise à une voie depuis lors), avec correspondance et rebroussement à Rodange. Si ce tracé n'est pas le plus court, il est le signe de la motivation principale de cette réouverture : drainer le trafic des navetteurs vers Luxembourg-ville, confrontée à un engorgement croissant des infrastructures routières. Rodange (qui concentre aussi un trafic venant de France) reprend ainsi à Athus le statut de gare de correspondance transfrontalière. On doit notamment ce retour tant attendu du trafic national de voyageurs à l'association de défense du rail local: Les amis du rail d'Halanzy
Depuis décembre 2009, Athus a repris l'activité subsistante de la gare de triage de Stockem pour la desserte des industries locales:
- le terminal conteneurs d'Athus
- l'entreprise de démolition et de recyclage des métaux Luxfer - Recylux à Aubange
- l'usine de pâte à papier Burgo  (ex Cellulose des Ardennes) à Harnoncourt près de Virton

Et dans de beaucoup plus rares occasions:
- l'usine de transformation chimique Lambiotte à Marbehan.
- l'usine Valvert d'Étalle sur ligne 155 (dont le raccordement en gare de Marbehan a été démonté lors de la modernisation des installations de cette gare en 2019, faute de trafic depuis de nombreuses années).
- la base militaire de Jehonville près de Bertrix.

En 2011, le bâtiment de la gare est dans un état assez dégradé. Un minimum d'activité y subsiste (notamment le bureau du sous-chef de gare) mais les guichets et la salle d'attente sont fermés. L'état des bâtiments annexes (lampisterie et halle à marchandises) est assez désolant : la plupart des fenêtres en sont brisées, et des incendies y ont été perpétrés. Depuis le début des années 2000, la SNCB envisage de démolir le bâtiment principal de la gare ou, dans le cas contraire, de faire financer sa coûteuse rénovation par la commune. En 2012, l'ancienne halle à marchandise est démolie pour faire place à la future liaison cyclable prévue avec le projet de rénovation urbaine d'Athus.

### Rachat par la Ville et renouveau

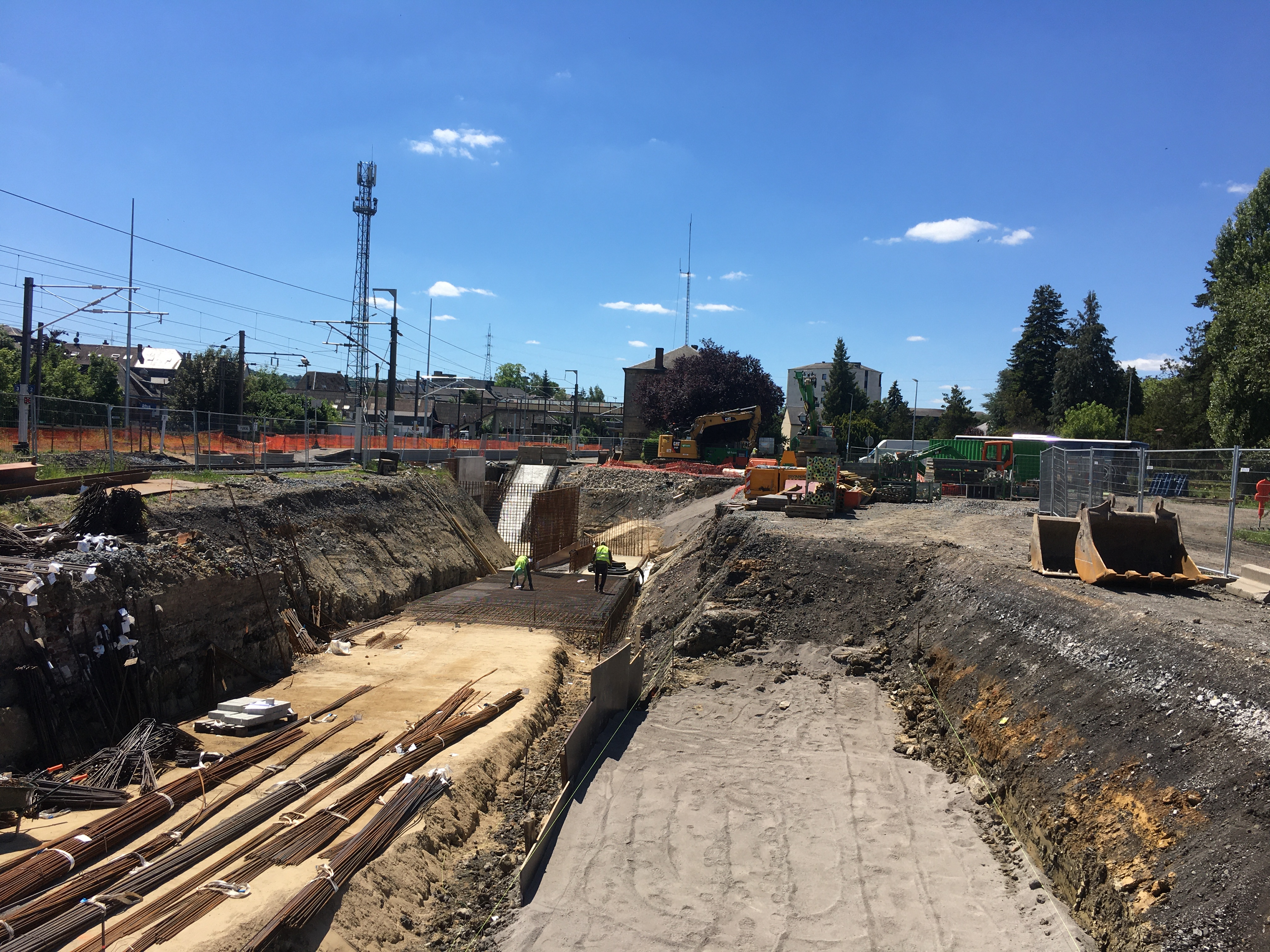
Construction de l'accès entre la piste cyclo-piétonne vers Messancy et le tunnel sous les voies en 2022.

En 2019, 850 mètres de rails sont posés à l'extrémité sud de la ligne 167 permettant à nouveau la liaison entre Athus et Mont-Saint-Martin grâce à un tunnel passant sous l'avenue de l'Europe à hauteur du terminal conteneurs d'Athus. En 2021, la ville d'Aubange rachète le bâtiment de la gare pour un montant de 98 000 euros dans le but de le revaloriser et d'y créer des commerces. En mai 2023, un passage sous les voies est créé à l'endroit de l'ancienne halle à marchandise, démolie en 2012, et permet l'accessibilité à la gare depuis la partie orientale de la ville ainsi que de disposer d'un ascenseur pour accéder aux quais, évitant de devoir traverser les voies comme auparavant et remplaçant l'ancienne passerelle qui les surplombe encore. Pour ce faire, la structure du tunnel, pesant près de 200 tonnes, fut poussée sur de 20 mètres à l'aide de vérins, soulevés par des rails. En parallèle, le rehaussement des quais a été réalisé afin de permettre une meilleure accessibilité des passagers aux trains. L'autre fonctionnalité du tunnel est qu'il permet la liaison cyclo-piétonne qui relie Messancy au tripoint transfrontalier Belgique-France-Luxembourg le long de la rivière éponyme et qui était, jusqu'alors, coupée par la ligne ferroviaire. Le tunnel sous les voies permet de relier le parc d'Athus au quartier du Dolberg. En 2024, un parking gratuit de 250 places a été ouvert à l'entrée ouest du tunnel, offrant une solution au problème de manque de place de parking pour les usagers et la grogne des habitants du quartier.

## Service des voyageurs

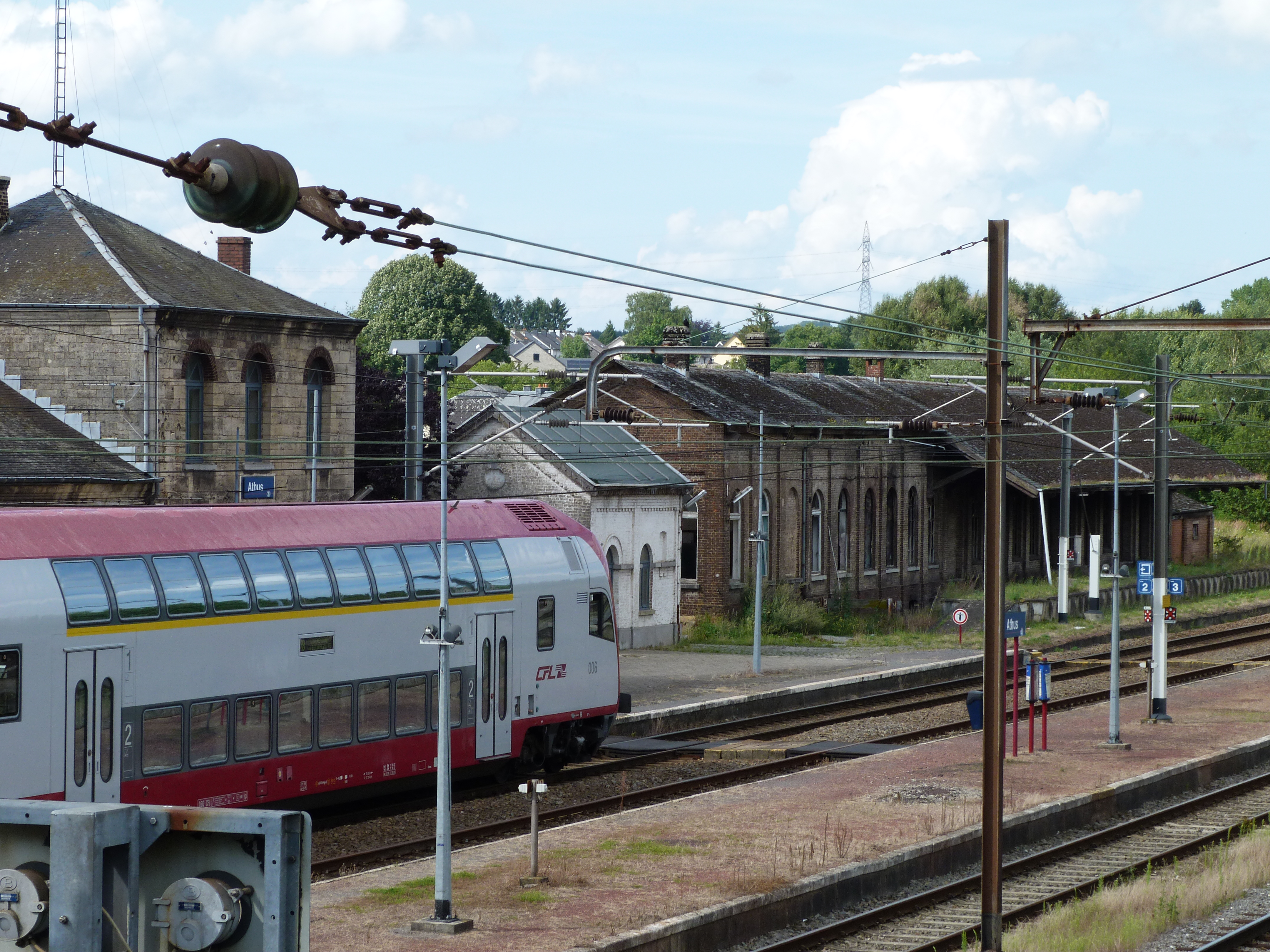
Le train à double étages de la Société nationale des chemins de fer luxembourgeois reliant Athus à la gare de Luxembourg.

- Lors de la réouverture du trafic voyageur côté Belge en 2006, une relation omnibus Arlon - Athus - Rodange - Virton - Bertrix - Libramont opérée par la SNCB, cadencée aux deux heures et renforcée par des trains P à l'heure de pointe. Cette relation ne circule pas les week-ends (limitée à la desserte Libramont - Virton[19]). Le crochet vers Rodange est abandonné en 2012, faute de re-certification du matériel roulant avec la signalisation luxembourgeoise depuis l'adaptation des systèmes de signalisation dont il est équipé. Les CFL compenseront en prolongeant vers Athus un train Luxembourg - Pétange chaque heure. Depuis 2017, la fréquence a été augmentée et la cadence horaire a été adoptée[20]. En juin 2021, cette desserte est étendue au week-end (un train toutes les deux heures)[21].
- Aujourd'hui, une cadence Athus-Luxembourg a lieu 2 fois par heure, dont l'une en correspondance avec les trains SNCB (soit vers Libramont, soit vers Arlon). Par le passé, une relation Regionalbunn (RB) Athus - Esch-sur-Alzette - Luxembourg-ville était opérée par les CFL et était cadencée deux fois par heure. Cette relation n'était pas la plus courte vers Luxembourg, une correspondance à Rodange était recommandée. Depuis 2012 et la fin de travaux de mise à double voie de la liaison directe (RB), c'est elle qui est principalement prolongée vers Athus.
- Des trains P (heure de pointe) relient Arlon à Libramont via Athus[19].

Bien que située en Belgique et uniquement exploitée par la SNCB, la gare présente la particularité d'être considérée, d'un point de vue commercial par la Société nationale des chemins de fer luxembourgeois, comme une gare du réseau ferré grand-ducal ; ainsi, contrairement à la gare d'Arlon, la gratuité de la seconde classe des trains luxembourgeois s'appliquera au départ et à destination de cette gare en 2020.

### Comptage voyageurs
En 2024, la gare d'Athus était la quatrième gare la plus fréquentée de la province de Luxembourg quant au nombre de passagers, derrière Arlon, Libramont et Marloie. Elle est essentiellement fréquentée en semaine, principalement par des travailleurs frontaleirs se rendant au Luxembourg ainsi que des étudiants.
Ce graphique et tableau montre le nombre de voyageurs embarquant en moyenne durant la semaine, le samedi et le dimanche.
| Nombre de passagers qui embarquent à la gare d`Athus | Nombre de passagers qui embarquent à la gare d`Athus | Nombre de passagers qui embarquent à la gare d`Athus | Nombre de passagers qui embarquent à la gare d`Athus |
|                                                      | Semaine                                              | Samedi                                               | Dimanche                                             |
| ---------------------------------------------------- | ---------------------------------------------------- | ---------------------------------------------------- | ---------------------------------------------------- |
| 1977                                                 | 160                                                  | 23                                                   | -                                                    |
| 1978                                                 | 208                                                  | 47                                                   | 13                                                   |
| 1979                                                 | 153                                                  | 39                                                   | 14                                                   |
| 1980                                                 | 173                                                  | 47                                                   | -                                                    |
| 1981                                                 | 174                                                  | 31                                                   | -                                                    |
| 1982                                                 | 120                                                  | 13                                                   | -                                                    |
| 1983                                                 | 127                                                  | 2                                                    | -                                                    |
| 1984                                                 | 30                                                   |                                                      | -                                                    |
| 1985                                                 | 30                                                   |                                                      | -                                                    |
| 1986                                                 | -                                                    | -                                                    | -                                                    |
| 1987                                                 | -                                                    | -                                                    | -                                                    |
| 1988                                                 | -                                                    | -                                                    | -                                                    |
| 1989                                                 | -                                                    | -                                                    | -                                                    |
| 1990                                                 | -                                                    | -                                                    | -                                                    |
| 1991                                                 | -                                                    | -                                                    | -                                                    |
| 1992                                                 | -                                                    | -                                                    | -                                                    |
| 1993                                                 | -                                                    | -                                                    | -                                                    |
| 1994                                                 | -                                                    | -                                                    | -                                                    |
| 1995                                                 | -                                                    | -                                                    | -                                                    |
| 1996                                                 | -                                                    | -                                                    | -                                                    |
| 1997                                                 | -                                                    | -                                                    | -                                                    |
| 1998                                                 | -                                                    | -                                                    | -                                                    |
| 1999                                                 | -                                                    | -                                                    | -                                                    |
| 2000                                                 | -                                                    | -                                                    | -                                                    |
| 2001                                                 | -                                                    | -                                                    | -                                                    |
| 2002                                                 | -                                                    | -                                                    | -                                                    |
| 2003                                                 | -                                                    | -                                                    | -                                                    |
| 2004                                                 | -                                                    | -                                                    | -                                                    |
| 2005                                                 | -                                                    | -                                                    | -                                                    |
| 2006                                                 | -                                                    | -                                                    | -                                                    |
| 2007                                                 | 172                                                  | 5                                                    | 38                                                   |
| 2008                                                 | -                                                    | -                                                    | -                                                    |
| 2009                                                 | 136                                                  | -                                                    | -                                                    |
| 2010                                                 | -                                                    | -                                                    | -                                                    |
| 2011                                                 | -                                                    | -                                                    | -                                                    |
| 2012                                                 | 301                                                  | 78                                                   | 58                                                   |
| 2013                                                 | 790                                                  | 151                                                  | 82                                                   |
| 2014                                                 | 992                                                  | 162                                                  | 88                                                   |
| 2015                                                 | 986                                                  | 411                                                  | 118                                                  |
| 2016                                                 | 844                                                  | 190                                                  | 96                                                   |
| 2017                                                 | 889                                                  | 230                                                  | 134                                                  |
| 2018                                                 | 1 036                                                | 209                                                  | 134                                                  |
| 2019                                                 | 989                                                  | 219                                                  | 169                                                  |
| 2020                                                 | 769                                                  | 311                                                  | 152                                                  |
| 2021                                                 | -                                                    | -                                                    | -                                                    |
| 2022                                                 | 1 026                                                | 277                                                  | 295                                                  |
| 2023                                                 | 970                                                  | 282                                                  | 351                                                  |
| 2024                                                 | 1 061                                                | 309                                                  | 234                                                  |

### Plan de transport 2020-2023
Depuis 2021, des trains Arlon-Libramont (via Athus) circulent à nouveau le weekend 1 fois par sens toutes les 2 heures .

## Bâtiments
La gare se compose actuellement de trois quais, d'une passerelle, d'un tunnel sous voies et de deux bâtiments :
- La gare en elle-même ;
- La lampisterie et les services techniques de la SNCB.

L'ancienne halle à marchandises désaffectée fut démolie en décembre 2012.

## Intermodalité
La gare est un point d'arrêt de toutes les lignes de bus passant par Athus, qu'elles soient belges ou luxembourgeoises. Elle est également le terminus de la célèbre ligne 1011 « Athus - Liège » de la société TEC, qui est la plus longue ligne de bus de Belgique (ligne supprimée depuis l'été 2021 et "remplacé" par la ligne Arlon-Liège E69). Certains bus de cette ligne était garés sur le site de la gare jusqu'à ce que leur garage ne brûle. Depuis, ils « dorment » sur le parking de la caserne des pompiers située non loin.

## Anecdotes
L'ancienne halle à marchandises, désaffectée et aujourd'hui démolie, qui jouxtait la gare, a fait l'objet de décor pour diverses activités. Y fut notamment accueilli un shooting photo de mannequins visant à promouvoir une ligne de vêtements de la styliste locale Marie Schweisthal.
Le 22 juin 2012, l'endroit fut également le lieu de tournage de plusieurs scènes du film Tip Top de Serge Bozon, avec notamment François Damiens, Isabelle Huppert, Samy Naceri et Sandrine Kiberlain.

## Galerie de photographies

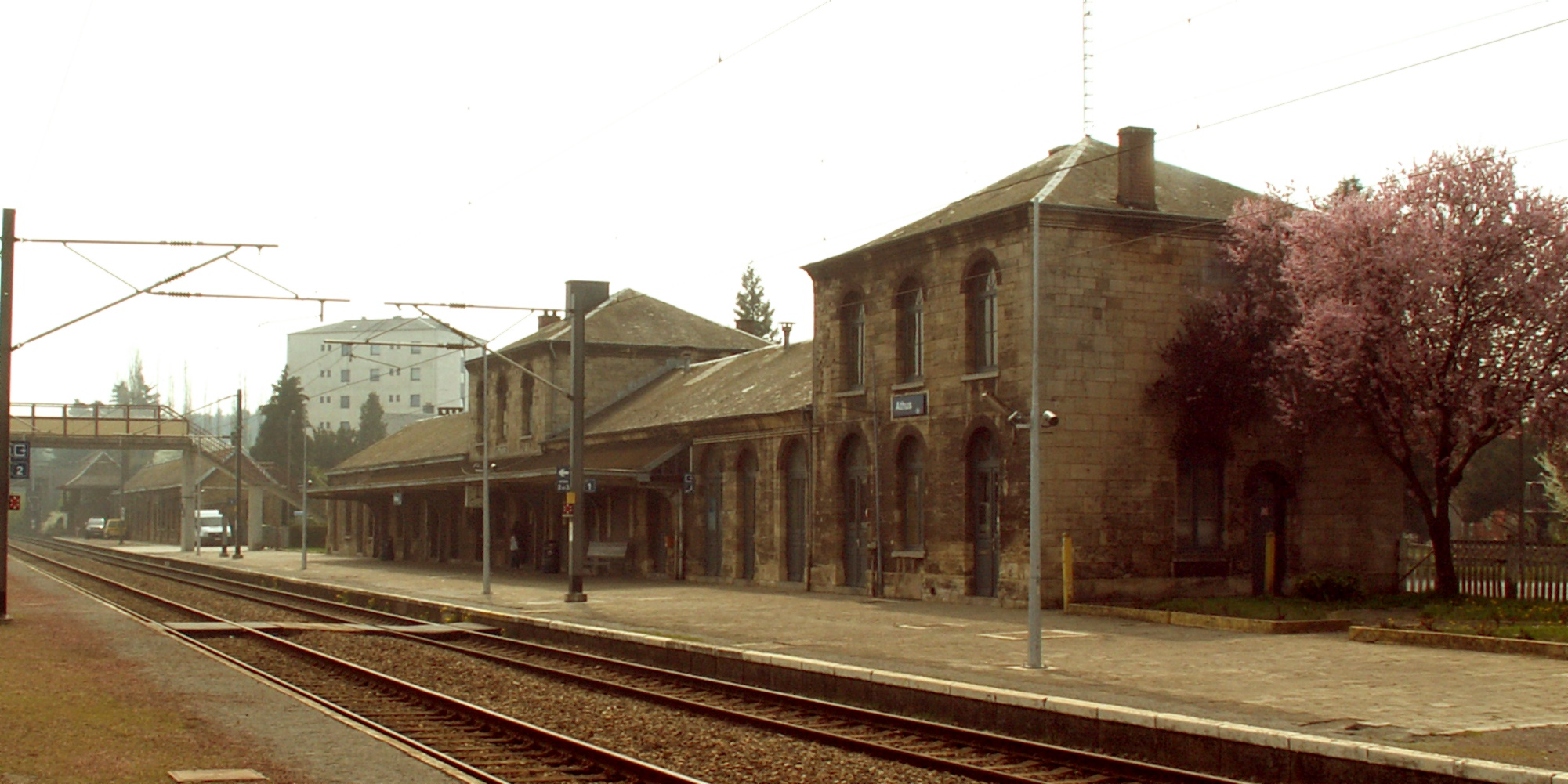
Vue depuis les voies vers le sud-ouest en 2009.
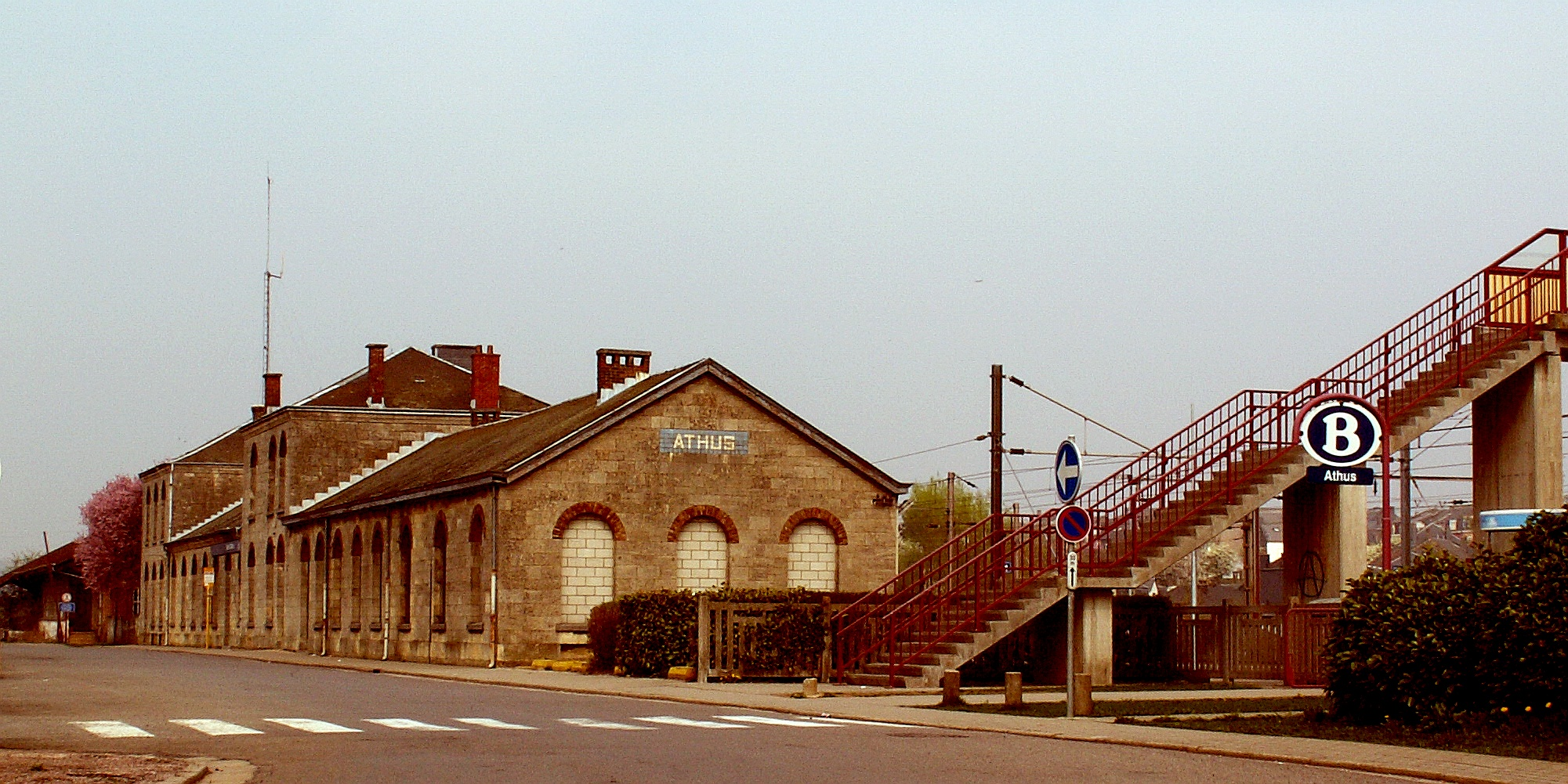
Vue depuis la place des Martyrs, en 2009.
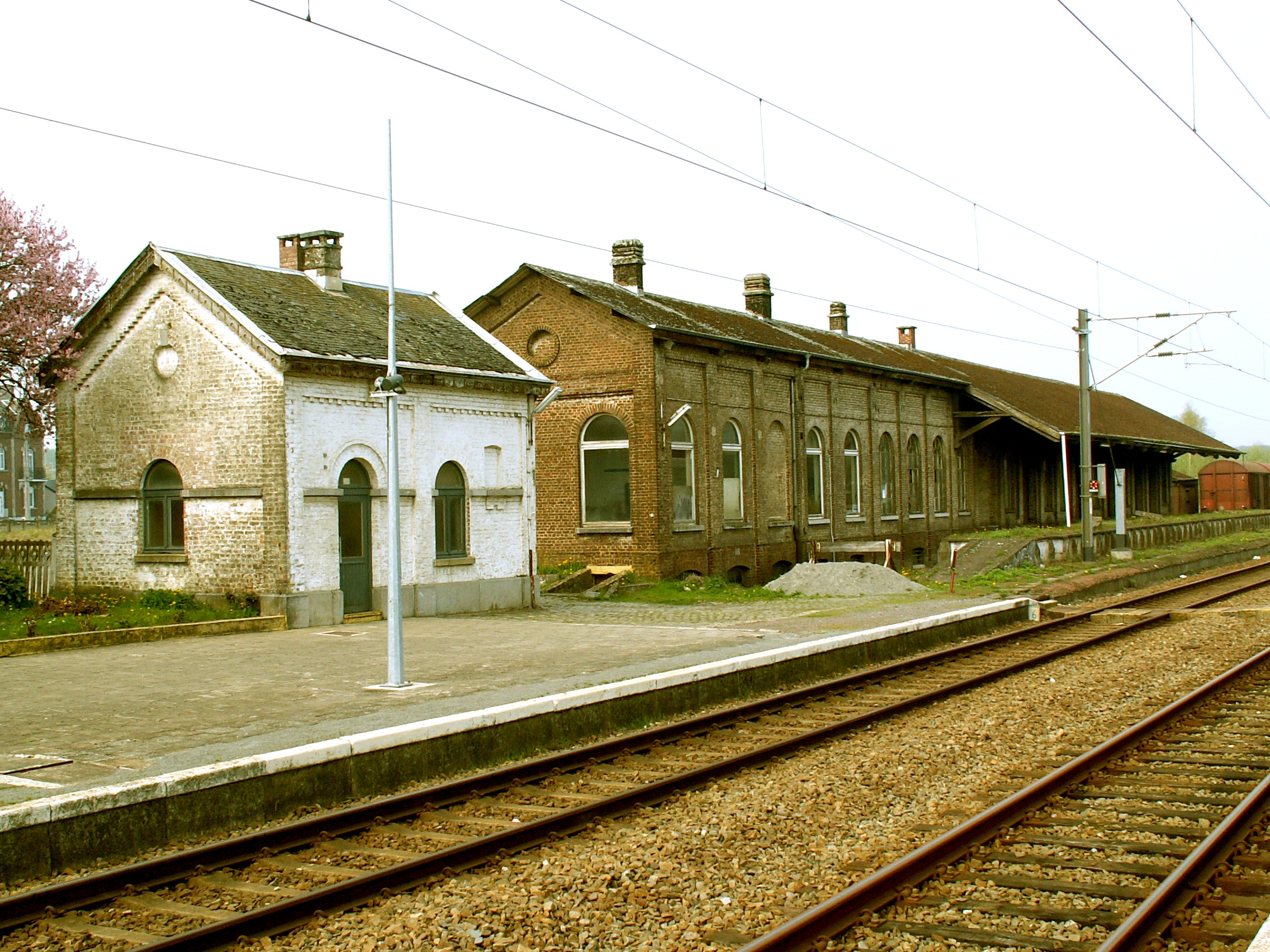
La halle aux marchandises en 2009.
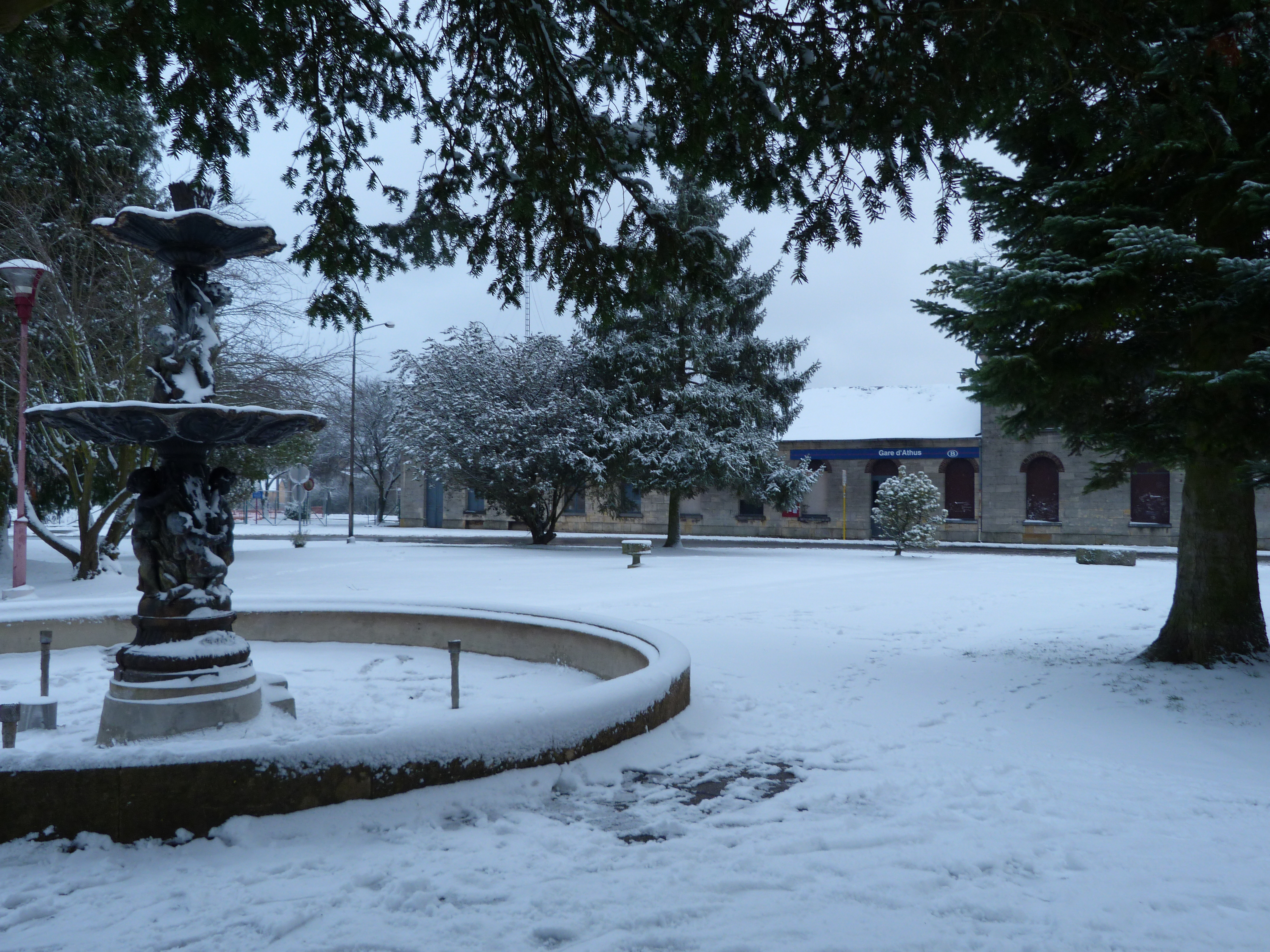
La gare et la place de Martyrs, sous la neige en 2012.
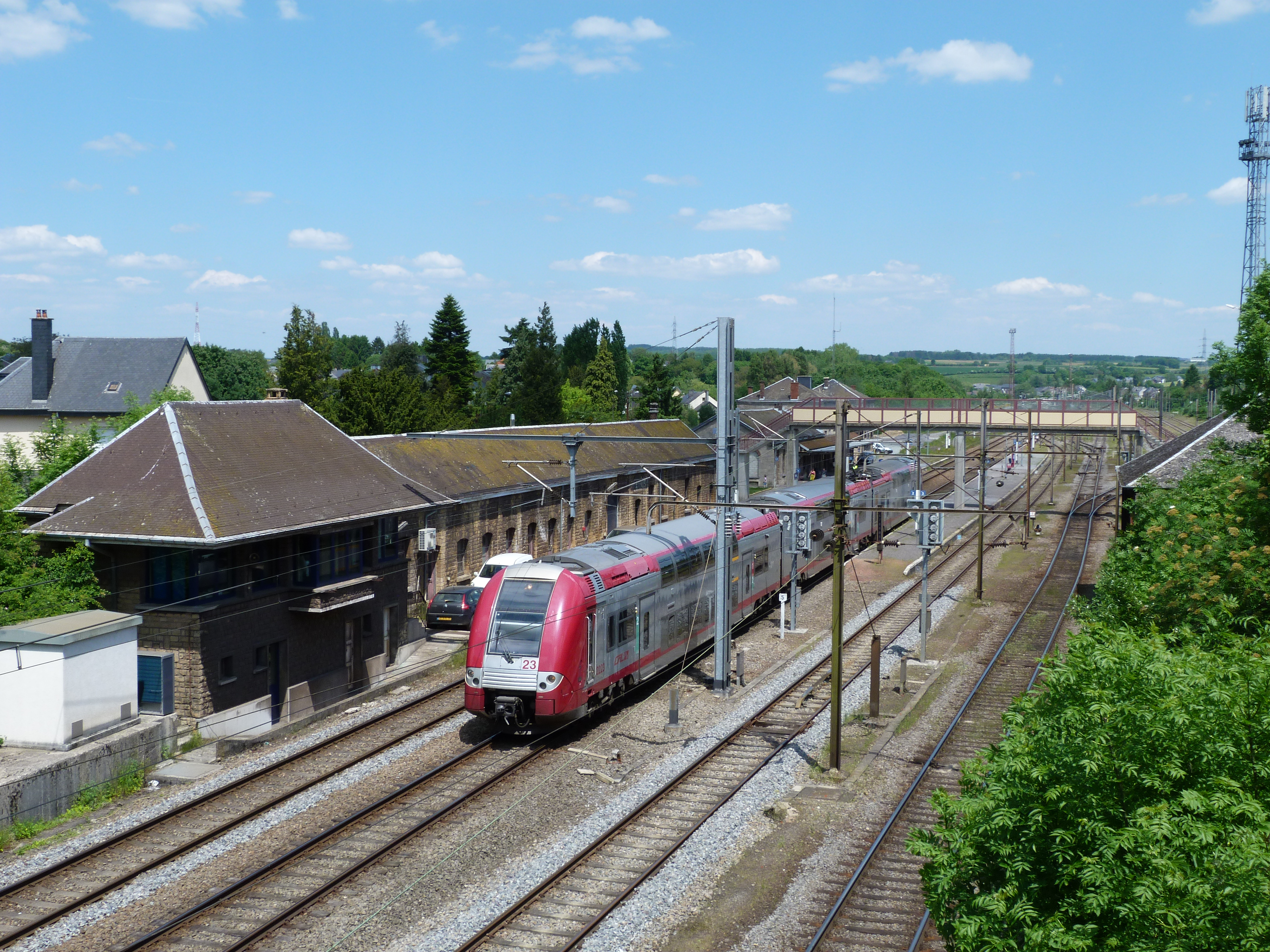
Train des CFL.
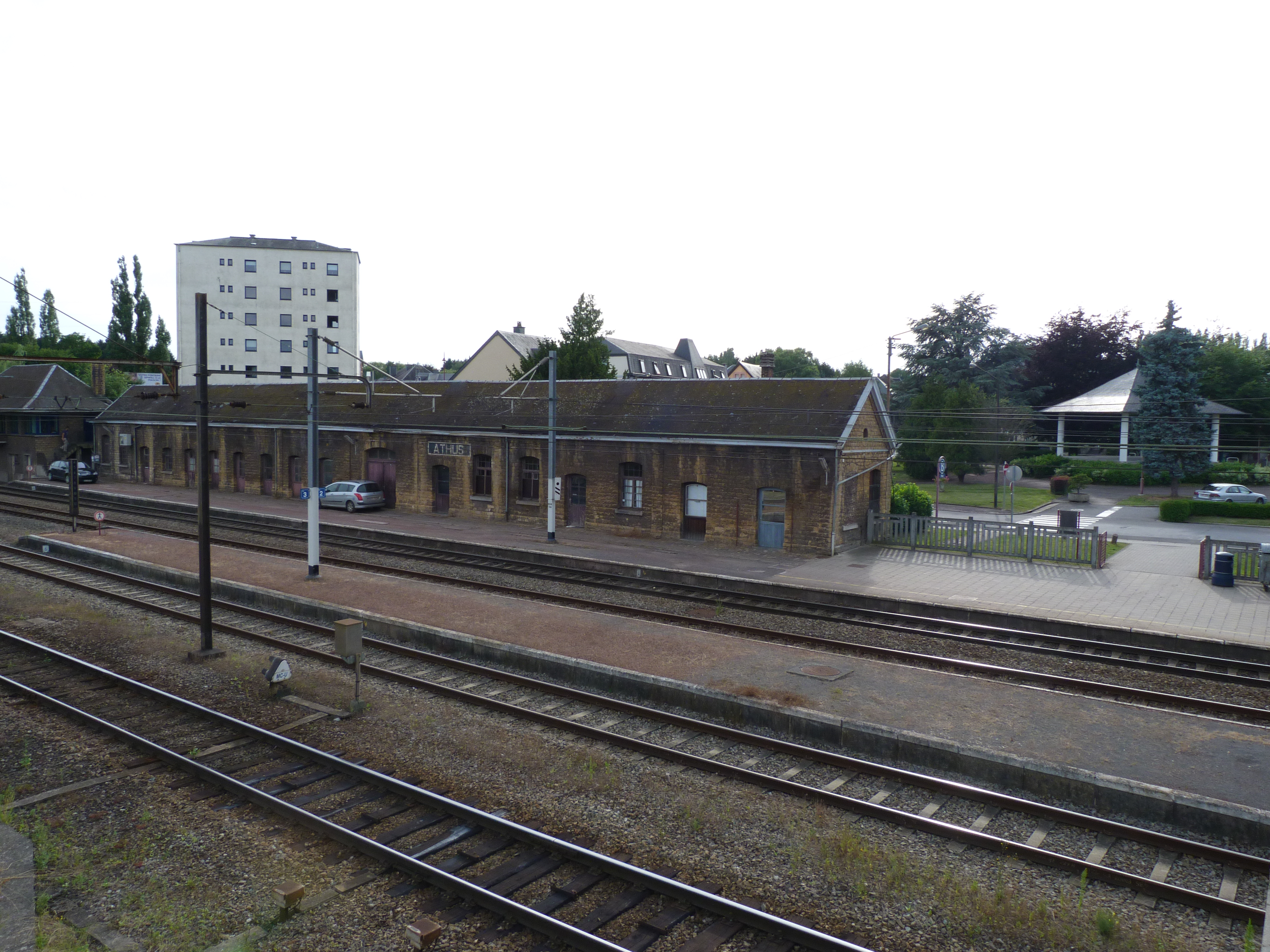
La partie avant de la gare, encore utilisée aujourd'hui par la SNCB.
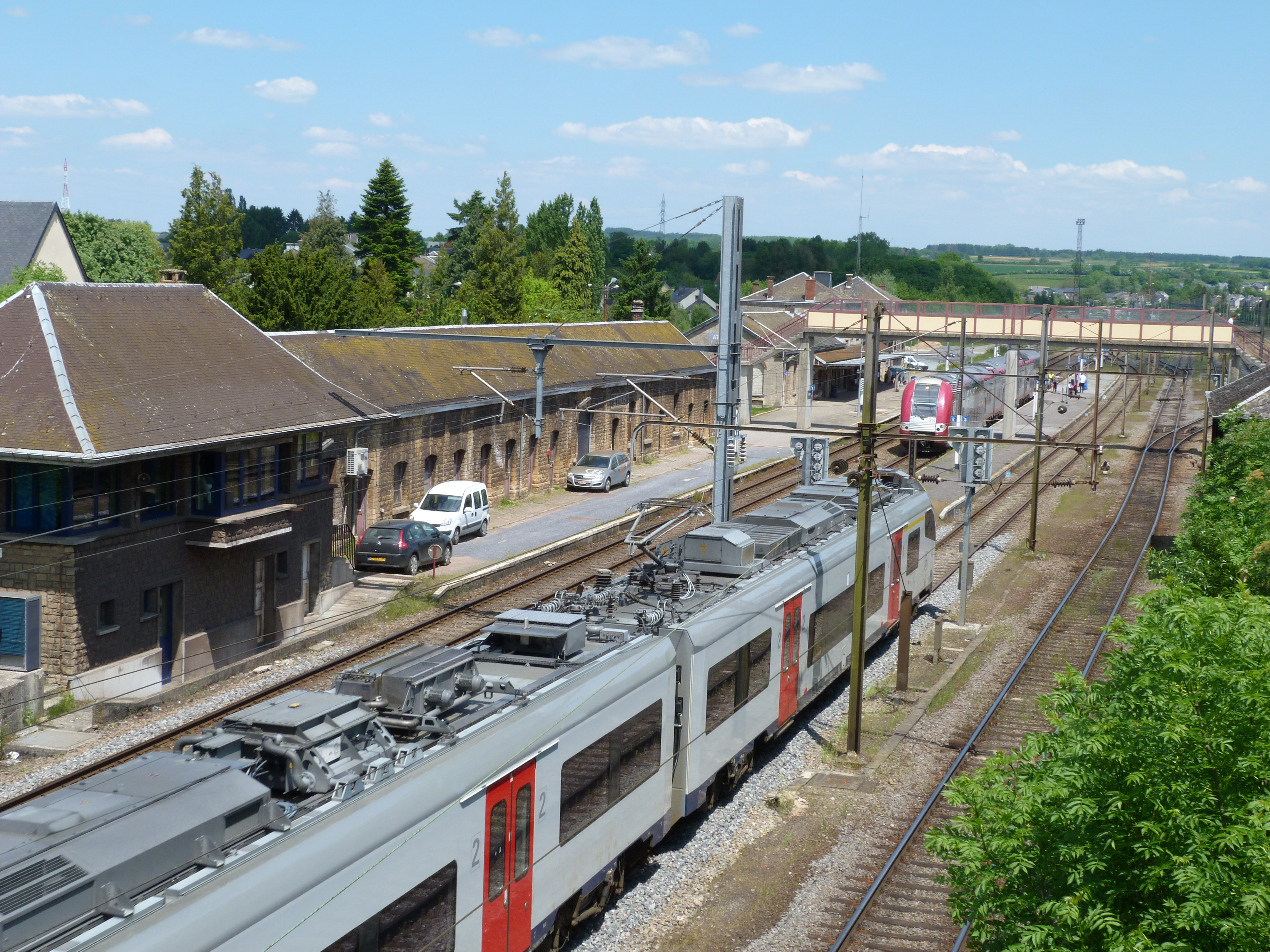
Rame « Desiro » et train luxembourgeois en gare d'Athus.
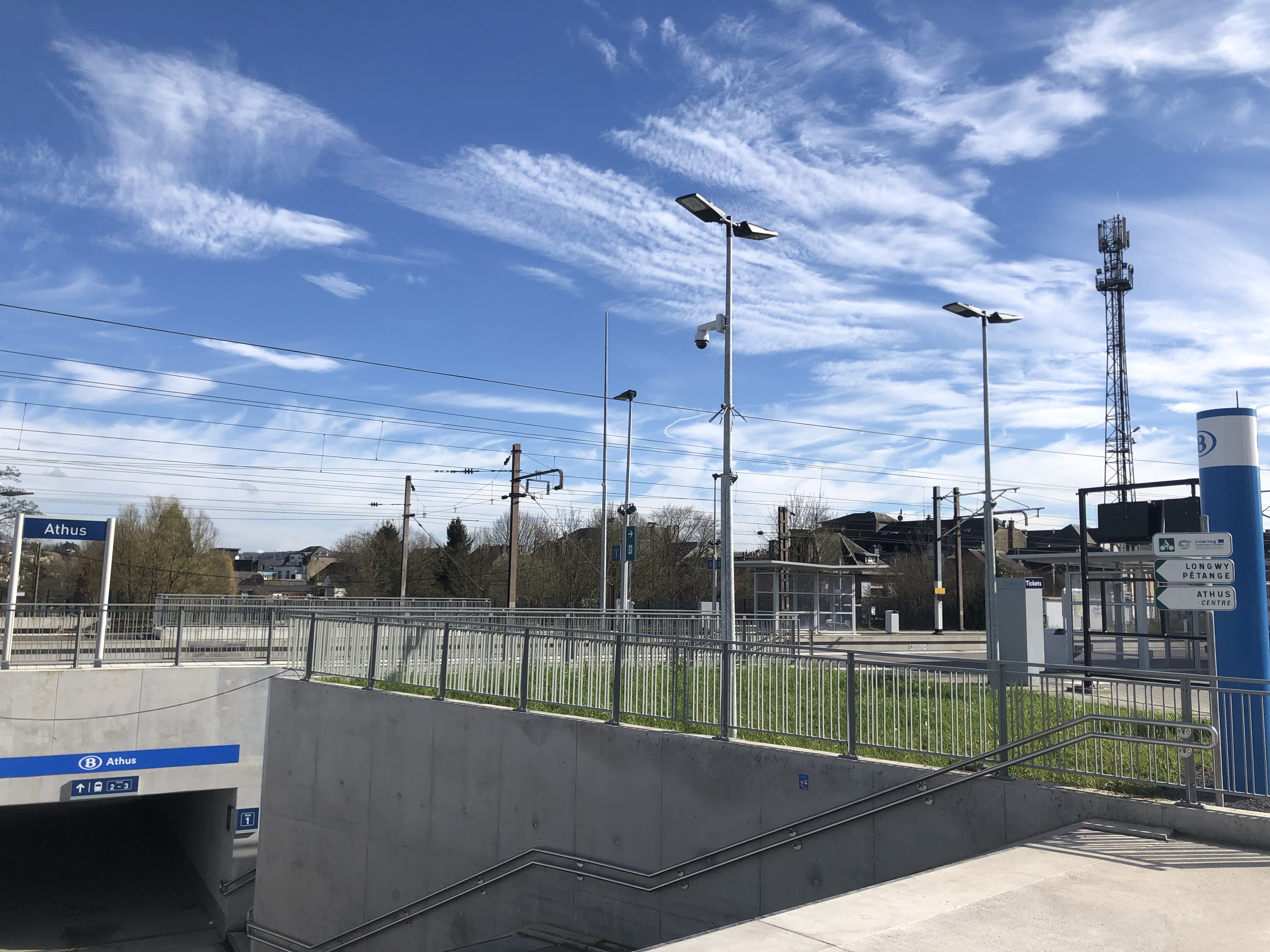
Entrée du tunnel du côté du parking et du quartier du Dolberg
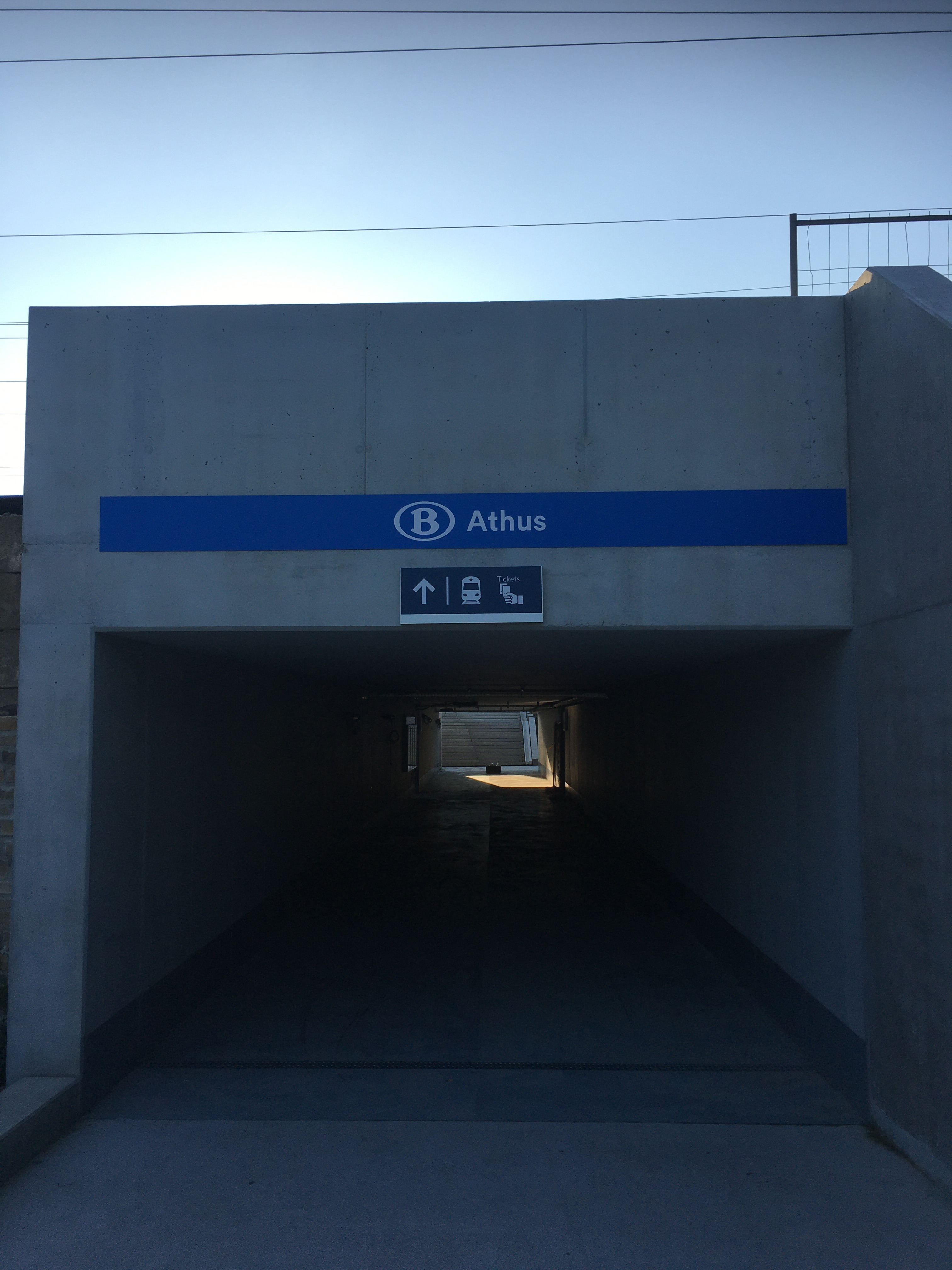
Entrée orientale du tunnel, côté Rue Arend
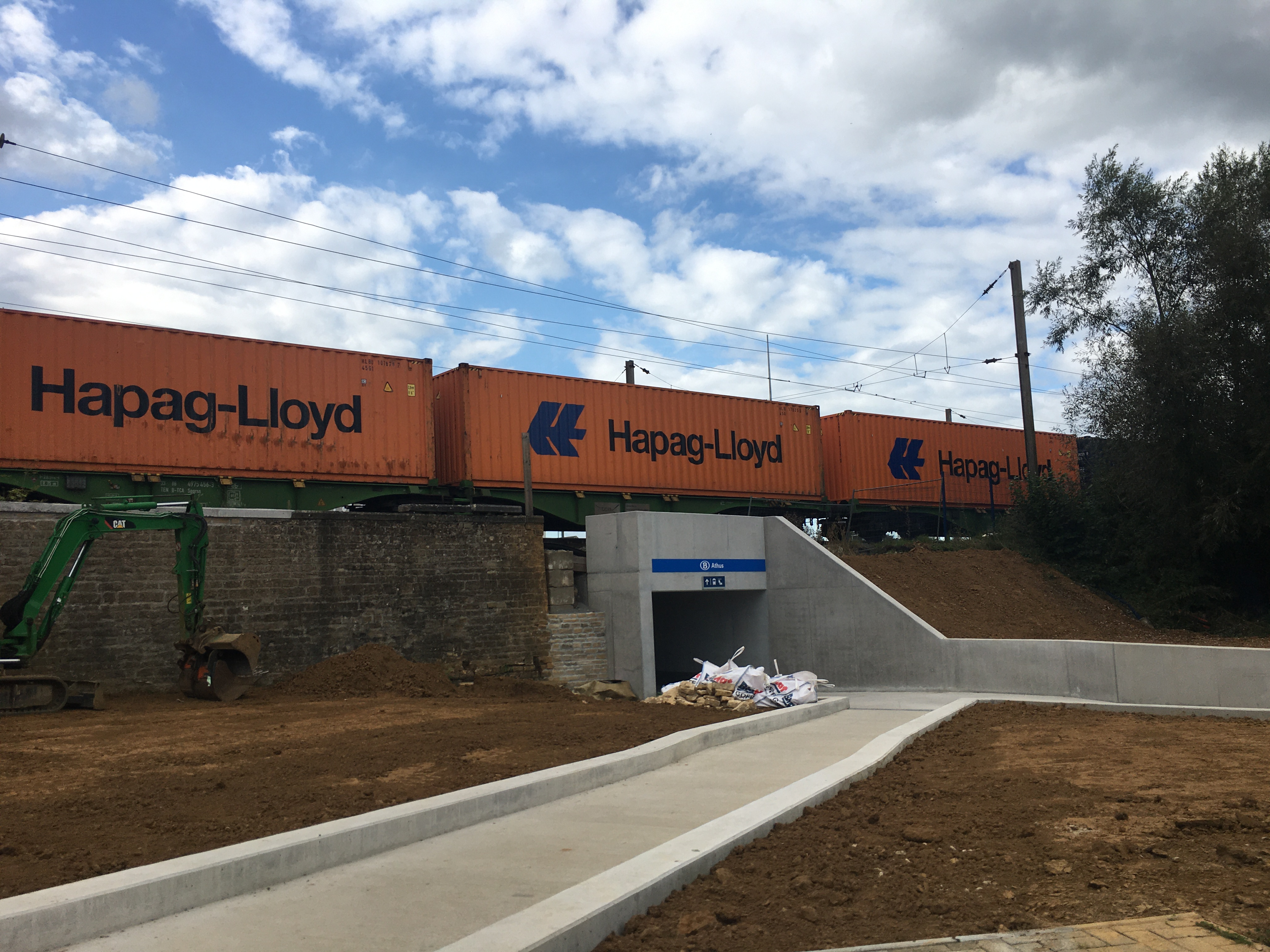
Entrée orientale du tunnel peu avant la fin des travaux (septembre 2023)